# あぶくま型護衛艦
あぶくま型護衛艦（あぶくまがたごえいかん、英語: Abukuma-class destroyer escort）は海上自衛隊の護衛艦の艦級。地方隊において近海・沿岸海域の防備を担う護衛艦（DE）として、昭和61年度から平成元年度で計6隻が建造された。ネームシップ（1番艦）の建造単価は250億円。
2022年12月に制定された防衛力整備計画で、2027年度までに全艦を除籍することが発表された。2025年7月、本型をフィリピンへ輸出することで日比両政府が一致した認識を持っていることが報じられた。

## 来歴
海上自衛隊では、第1次防衛力整備計画下で整備したいすず型（34DE）が昭和60年代後半に、またその発展型として第3次防衛力整備計画下で整備したちくご型（42DE）も昭和70年代前半には除籍時期を迎えることから、日本海での作戦を考慮したDE型護衛艦の計画に着手した。まず56中業で、ゆうばり型（54DE）の発展型として、昭和58年度計画で1,600トン型3隻の建造が検討された。この「58年度計画1,600トン型DE」では、水中放射雑音低減などのため主機関をCODOG方式からオリンパスTM3Bのみによる構成に変更するとともに、凌波性向上のため船型を長船首楼型に改正していたが、同年度ははたかぜ型ミサイル護衛艦（58DDG）やあさぎり型汎用護衛艦（58DD）など大型護衛艦の予算要求があったこともあって、大蔵省の査定落ちとなった。
その後の昭和60年度計画では、ゆうばり型の運用実績も加味して58年度計画1,600トン型DEの計画を修正して、OYQ-5改級の戦術情報処理装置と個艦防空ミサイル・システムを搭載するなど装備面でも強化し、「60年度計画2,200トン型DE」として計画された。しかし個艦防空ミサイル搭載について、汎用護衛艦（DD）との関係性の整理やシステム構成の面で海上幕僚長の了解が得られず、再検討の結果、基準排水量1,900トン、RAM近接防空ミサイルの後日装備で落ち着いた。これは内局審議で58年度計画1,600トン型DEとの整合性などが問題視され、61中期防に持ち越しとなった。
昭和61年度計画では、海上幕僚監部内で再び60年度計画2,200トン型DEを基本とした検討を実施し、同年度予算の他項目との関係性考慮の結果、「61年度計画1,900トン型DE」として予算要求を実施、同年度でやっと2隻の予算が成立した。これによって建造されたのが本型である。

## 設計
基本計画番号はE114。

### 船体
船型は全体的にあさぎり型DDに類似しており、遮浪甲板型に近い、全通上甲板を有する長船首楼型の採用やクリッパー型の艦首形状も同様である。ただし本型では、上部構造は従来通りの形状であるものの、船体の外舷には約7度の傾斜がかけられている。これは海上自衛隊の護衛艦として初めてステルス性を導入した設計ともされているが、実際には水中抵抗を低減しつつ艦内容積を確保するための措置であり、特にレーダー反射断面積（RCS）の低減を意図したものではなかったが、結果的にRCSは低下した。
また乗組員の居住環境向上をはかるため、従来の3段ベッドにかえて2段ベッドを採用した最初の護衛艦でもある。また歓談用のレストエリアなども導入されており、これらの居住性向上策の結果として、排水量は当初計画の1,900トンよりも増大した。しかし海幕防衛部では、やまぐも型（37DDK）を極力超えないこととする方針を示したことから、技術研究本部では上限を2,050トンとし、最終的に2,037トンとして基本計画がまとめられた。
対潜戦に重要な哨戒ヘリコプターの搭載能力はないものの、後甲板は、HIFR（ヘリコプターをホバリングさせ行う艦対空中給油）やVERTREP（ヘリコプター機外懸吊もしくはホイスト降下による補給）に対応できるVERTREPエリアが備えられており、後檣に水平灯（他の自衛艦と異なり着艦は行わないので、艦の動揺を示す固定式のみ）、後部構造物天蓋に進入角指示灯を装備したほか、SSMプラットフォームとしての性能要求も加味し、船体安定化のためフィンスタビライザー1組を装備している。DEの性格から洋上補給関連装備は最低限とされ、洋上給油プローブレシーバーは1つだけ装備し、状況により左右の受油口に付け替える仕様とされ、洋上移送については当時普及し始めていたスライディングパッドアイを採用せず、従来艦と同様の固定パッドアイとされた。プローブレシーバーは艦橋構造物左右いずれか、パッドアイは第2煙突左右に備えられている。

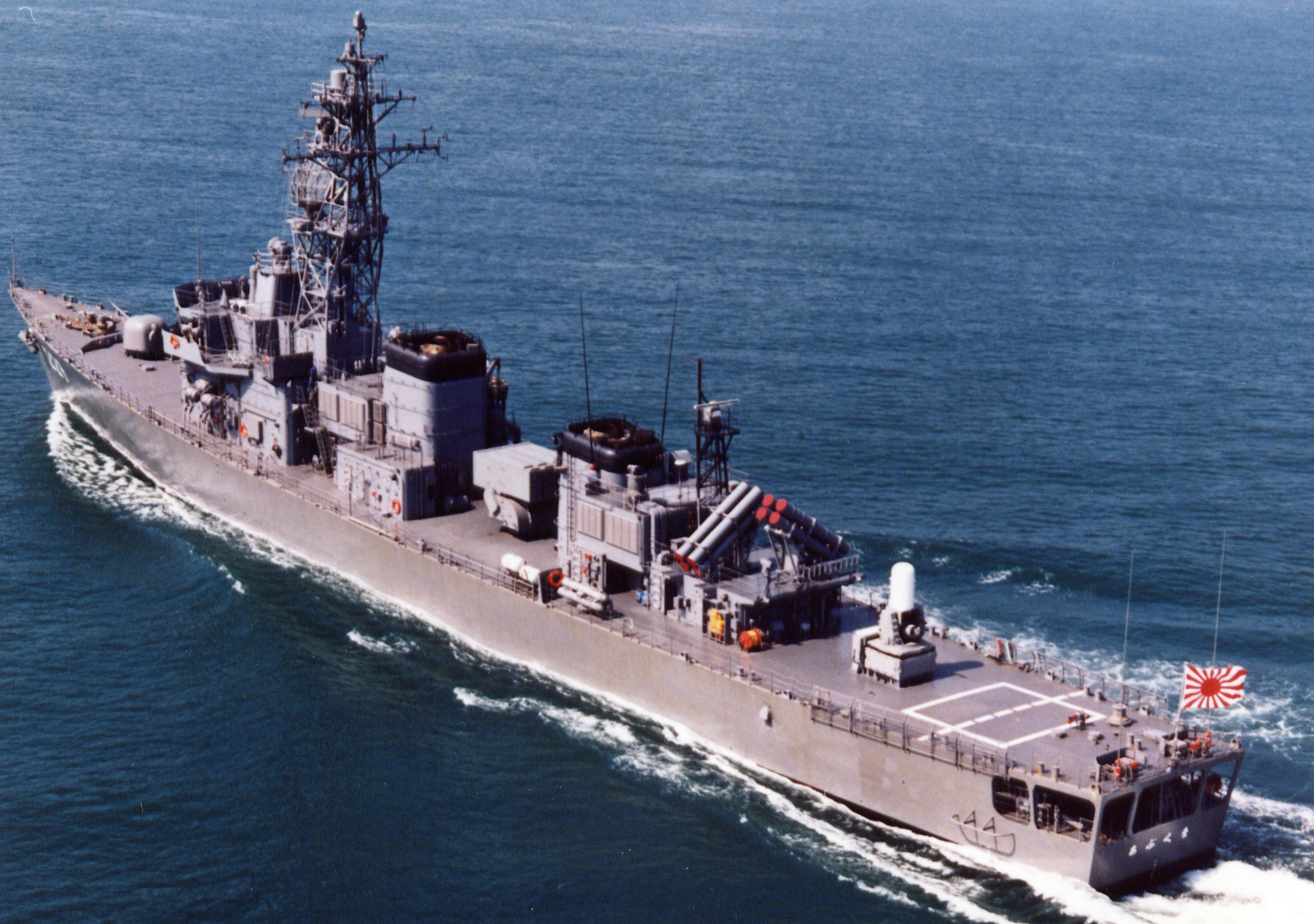
「あぶくま」（従来塗装）の俯瞰画像。艦尾に、白線で区切られたVERTREPエリアが確認できる。
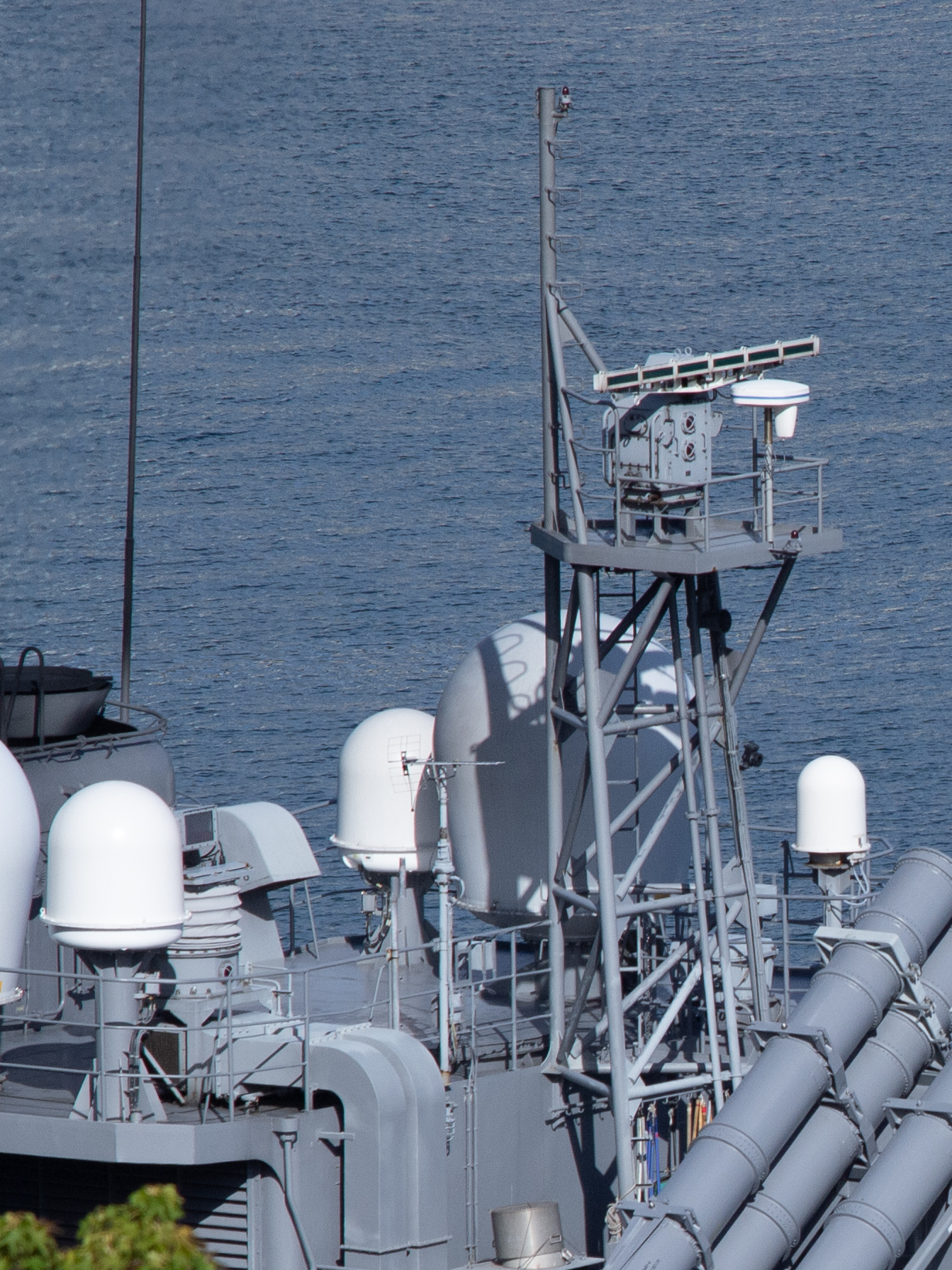
「せんだい」（低視認性塗装）の後檣付近。後檣に水平灯が、その下の天蓋には進入角指示灯が装備されている。
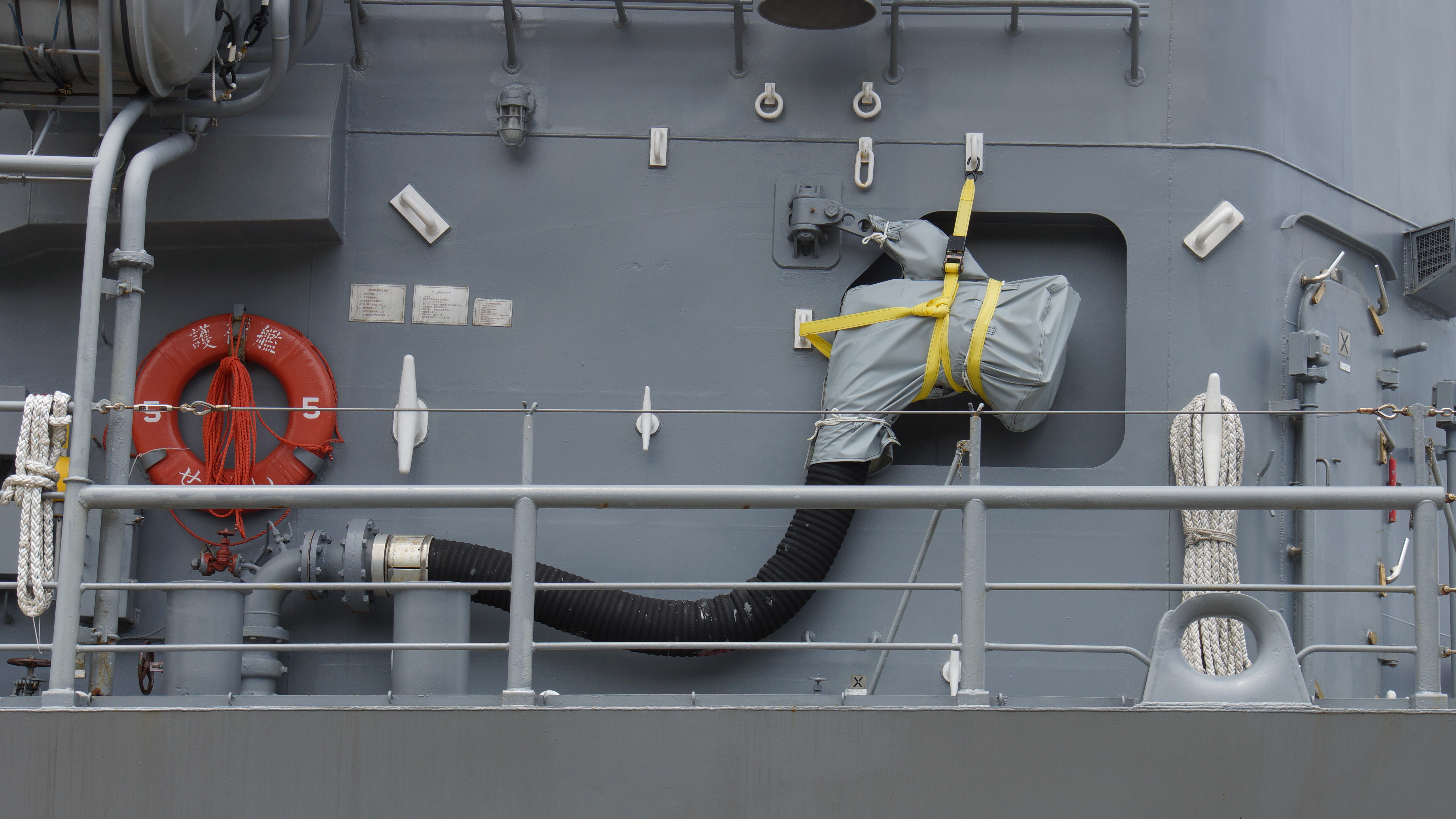
「せんだい」のプローブレシーバー（右舷に装備）
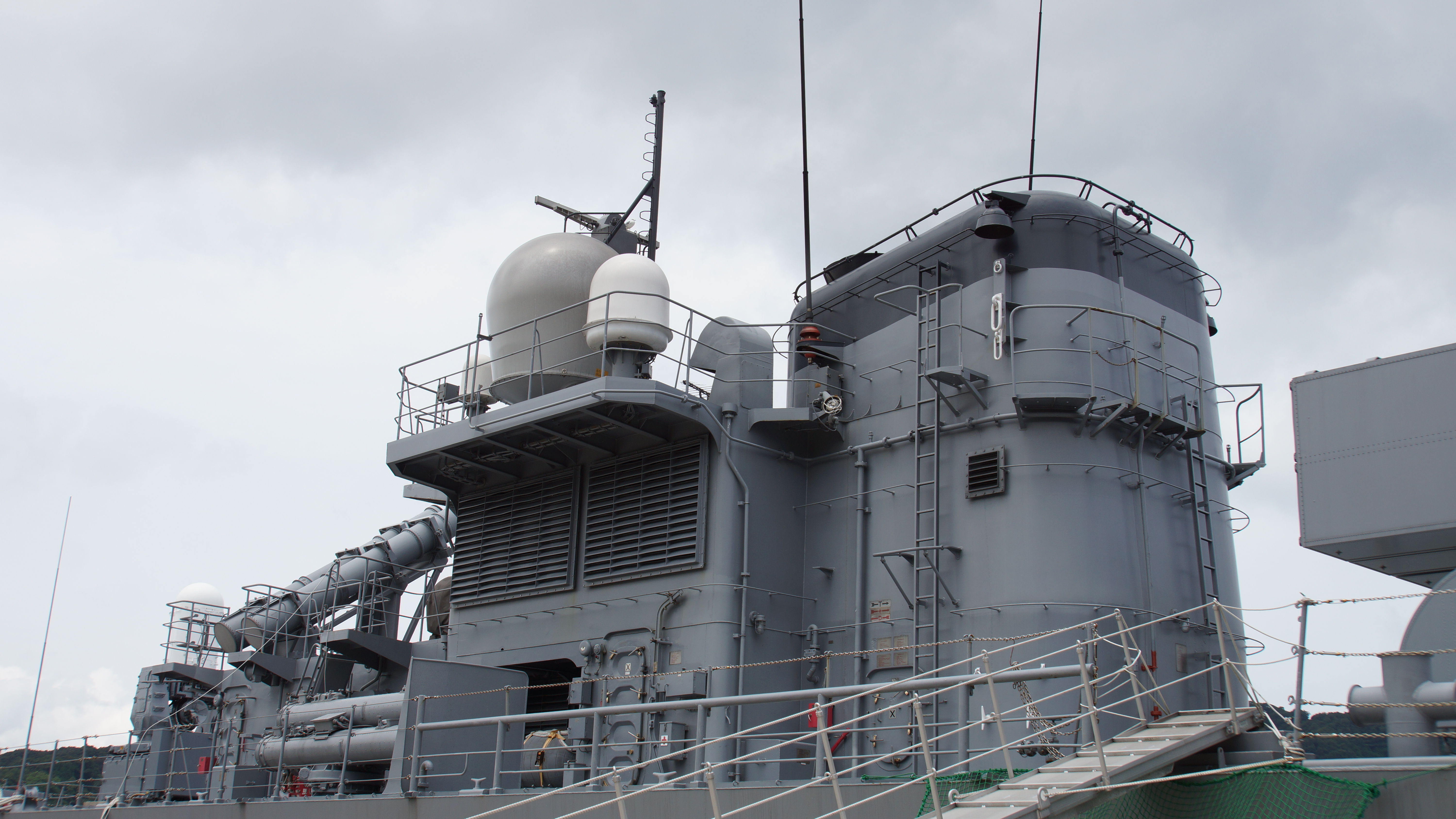
「せんだい」の固定パッドアイ（煙突側面上部に2つ見える、白色の細長いリング）

### 機関
主機としては、「いしかり」（52DE）以来のCODOG方式が採用されたものの、従来では1組のCODOG機関の出力を減速機を介して両舷2軸に分配する方式であったのに対し、本型においては左右2軸に1組ずつを配する方式とされた。また機種も刷新されており、高速機としては、あさぎり型DDと同じくロールス・ロイス・川崎 スペイSM1Aガスタービンエンジンが搭載された。一方、巡航機としては、海上保安庁のみはし型巡視船に搭載されたのと同型の三菱S12U-MTK 4サイクル直列12気筒ディーゼルエンジンが搭載された。機関配置もあさぎり型DDと同様で、前部の第1機械室に左舷軸機を、後部の第2機械室に右舷軸機を収容するシフト配置としている。ただし中間区画は設定されておらず、抗堪性は最低限のものとなっている。
冷戦末期のソビエト連邦海軍潜水艦の高速化に対応して、速力は27ノットに引き上げられた。またあさぎり型DDと同様、水中放射雑音の低減のため、推進器はハイスキューの翼を採用するとともに低回転化が図られており、「いしかり」（340 rpm）の約4分の3となった。
電源としては、出力1,000 kWのガスタービン主発電機1基、500 kWのディーゼル主発電機2基、300 kWのディーゼル非常発電機1基を搭載した。ガスタービン主発電機の原動機は、はつゆき型DDと同じ川崎重工業M1A-02ガスタービンエンジンであり、また発電機の総出力2,300 kWは、汎用護衛艦（DD）にも比肩しうる強力なものであった。

## 装備

### センサ

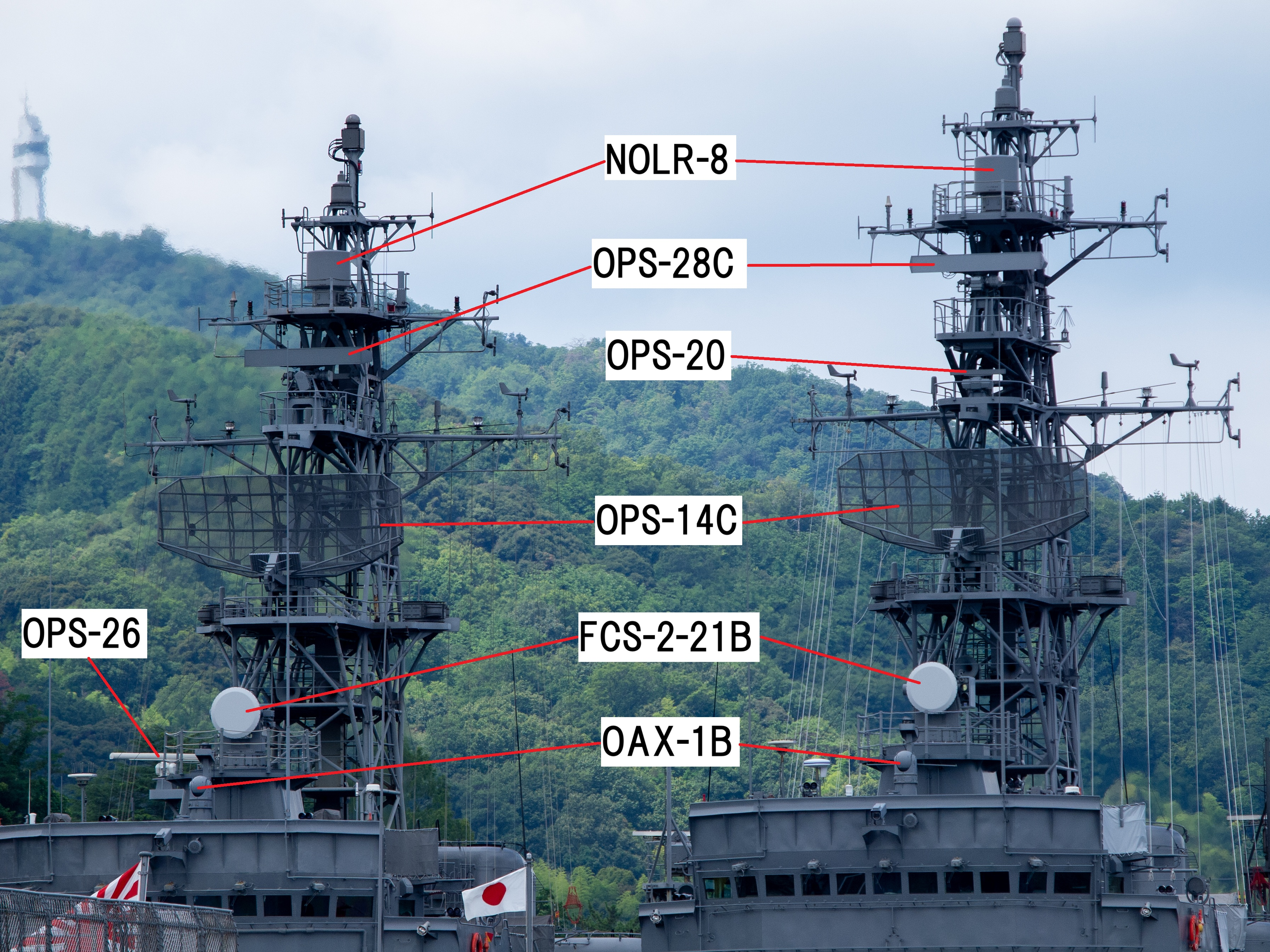
左から「せんだい」（前期型）、「とね」（後期型）

レーダーは当初、対空捜索用としてOPS-14C、対水上捜索用としてOPS-28Cを搭載した。後期型（ちくま、とね）では、なだしお事件の再発防止策としてOPS-20航海レーダーを追加搭載しており、このため、前檣を1.5メートル高めてステージ1段を増設している。2020年代に入り、前期型（あぶくま〜せんだい）にも音響測定艦「あき」と同様のOPS-26系航海用レーダーが右舷下部に追加装備された。
電波探知装置（ESM）も、あさぎり型DD後期型で装備化されたNOLR-8を搭載した。当初は後檣に設置される予定だったが、あさぎり型DDで同様に後檣に設置したところ排煙の影響を受けた教訓から、前檣に変更された。また、あさぎり型DD後期型と同様にOLT-3電波妨害装置を搭載して、DEとして初めて電子攻撃機能を付与されている。デコイ発射装置としては、Mk 36 SRBOCを両舷に1基ずつ装備する。
ソナーとしては、アメリカ・レイセオン社の中周波ソナーであるDE-1167のライセンス生産によるOQS-8をバウ・ドームに収容して搭載した。
また、「いしかり」よりDEの系譜となった装備として、OAX-1B（暗視装置）を艦橋天蓋上に搭載する。これは当時DEが所属していた地方隊の任務である、国際海峡を通峡する対象国船舶の監視行動、演習海域付近及びその他特定海域の船舶の往来に関する資料収集、沿岸防備等における、夜間情報収集能力の向上を目的としたものである。
なお、戦術情報処理装置を搭載したという説もあったが、実際には戦闘指揮所は戦術情報処理装置をもたない在来型であり、搭載武器システムの全能発揮上の制約となった。簡易型の戦術情報処理装置や曳航ソナーの後日装備予定が盛り込まれているものの、具体的な計画には至っていない。

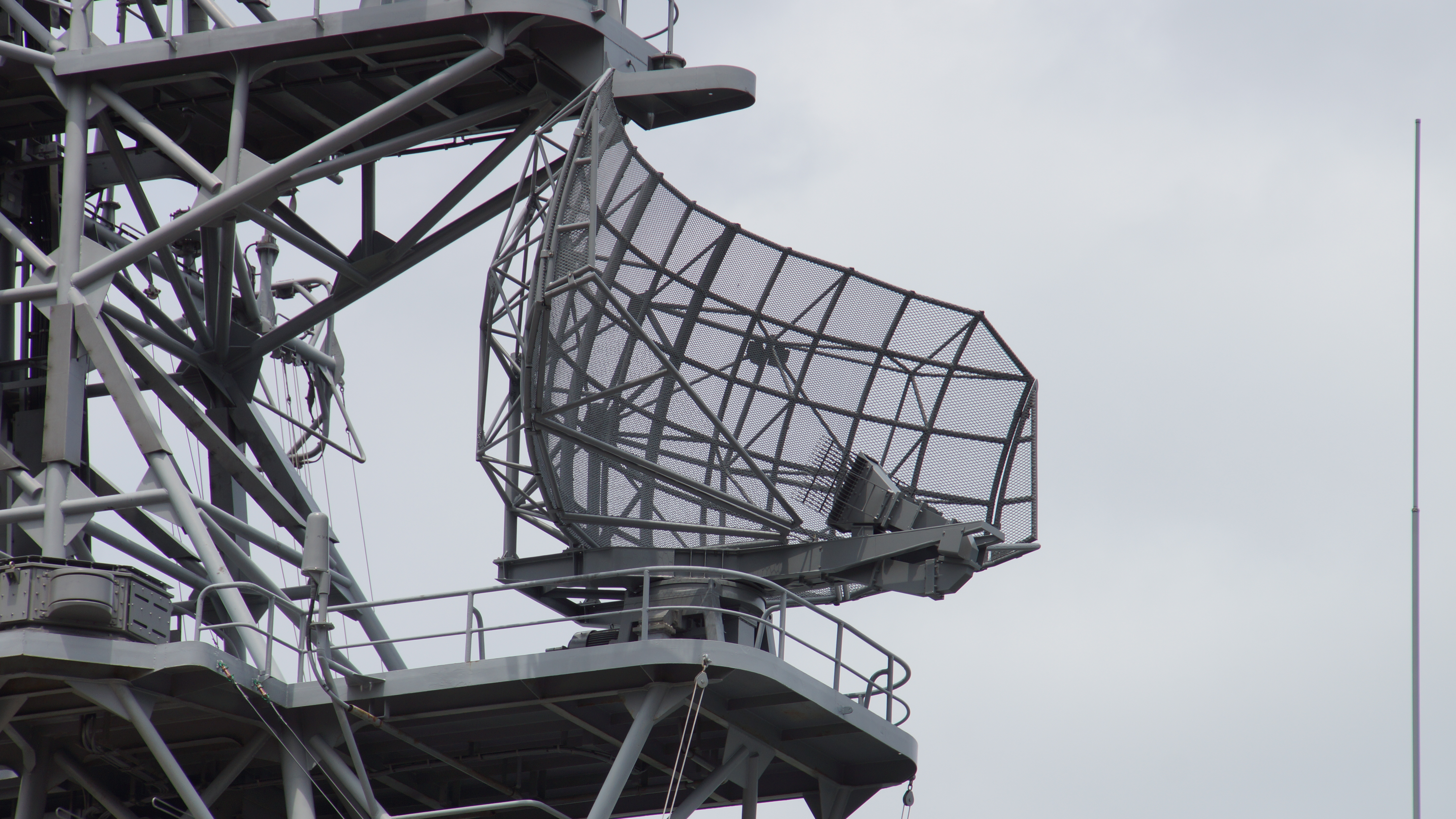
OPS-14C対空レーダー
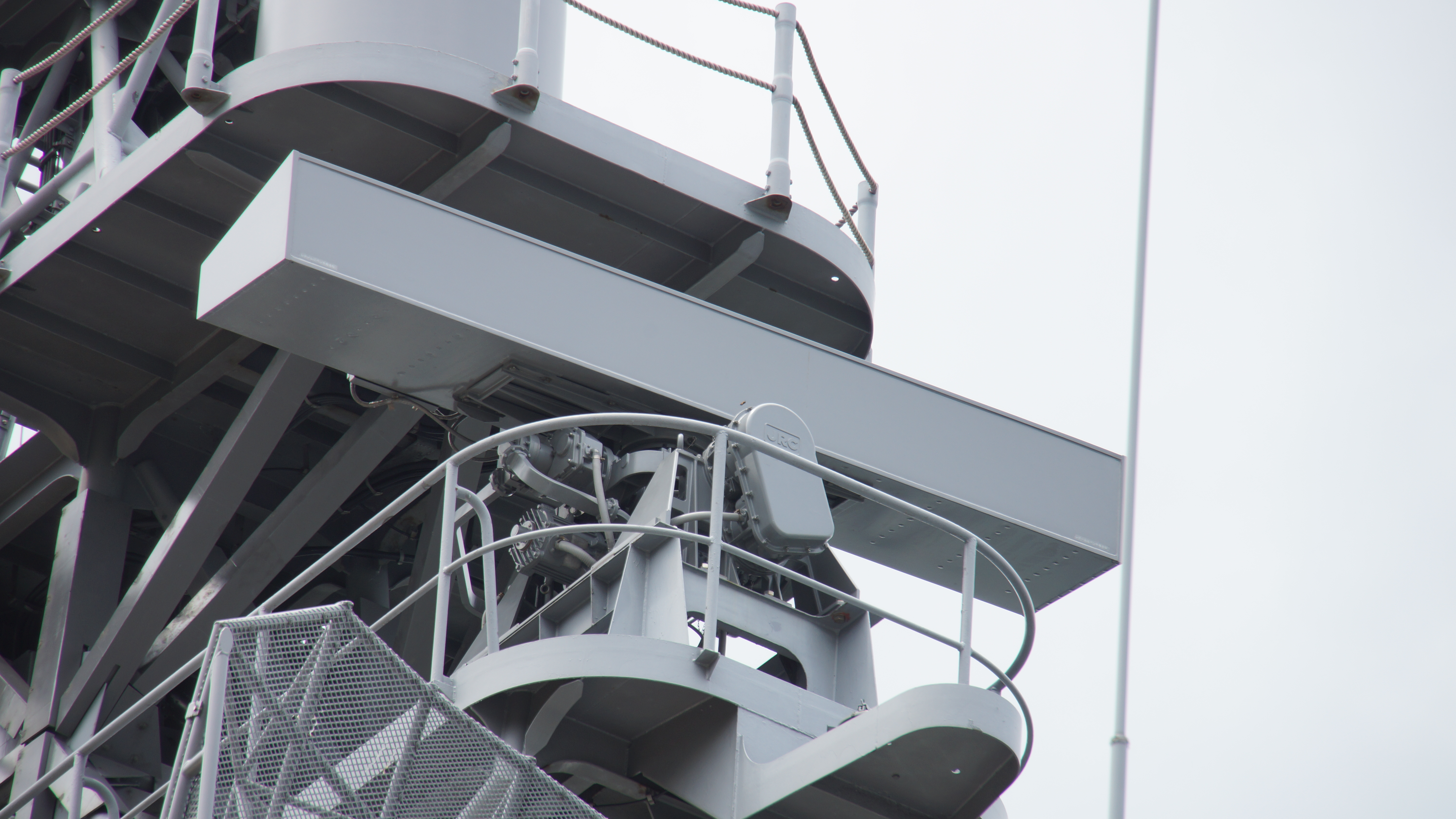
OPS-28C対水上レーダー
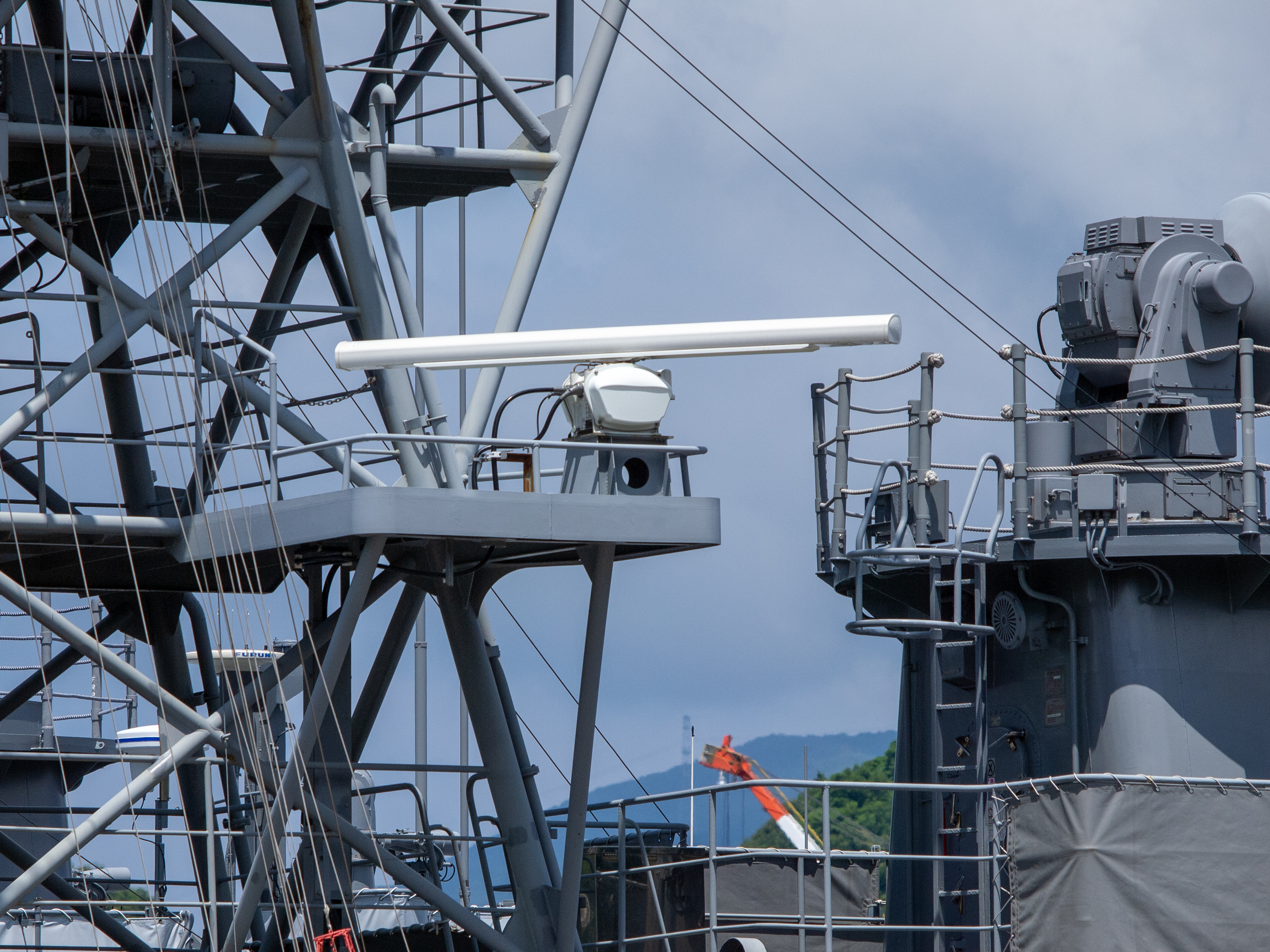
前期型に追加装備されたOPS-26系航海用レーダー
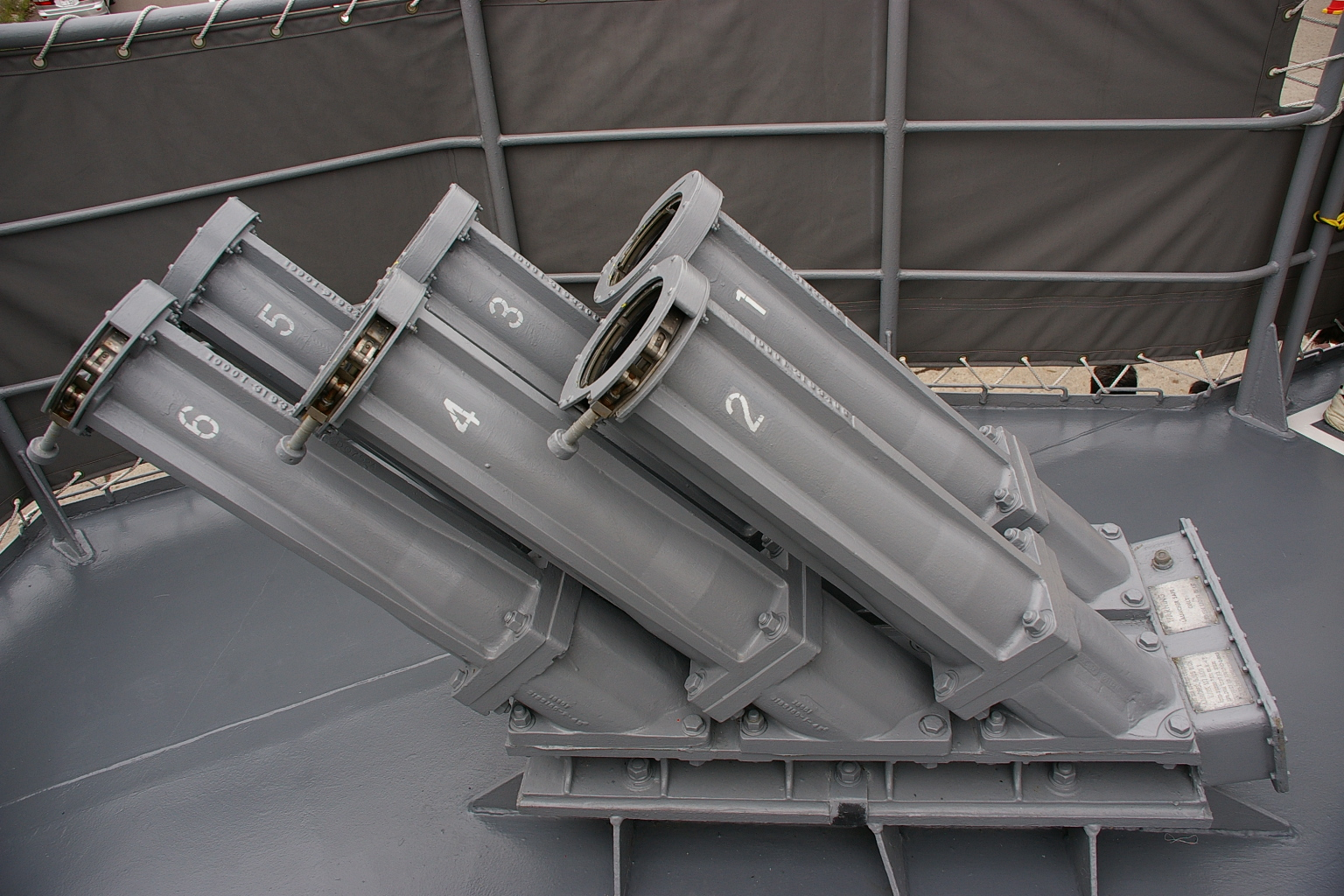
Mk 36 SRBOC　デコイ発射装置
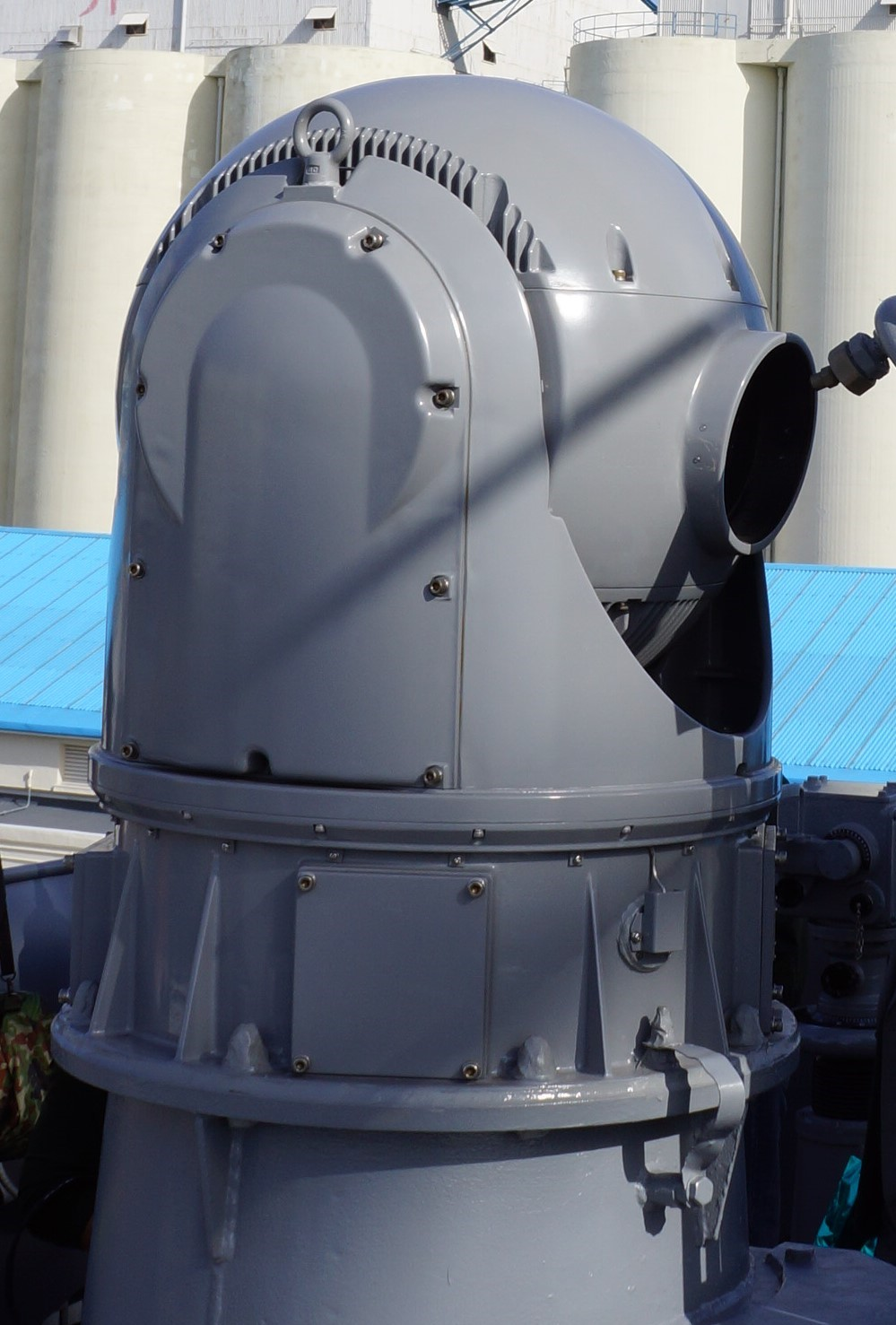
OAX-1Bのカメラ部（格納状態）。黒くて丸い部分がレンズ部。向かい合うように設置されているノズルはレンズ面の洗浄用。

### 武器システム
武器システムの性能としては、個艦防空ミサイルと艦載ヘリコプターを持たない点を除けば、おおむねはつゆき型（52DD）と同様となっている。

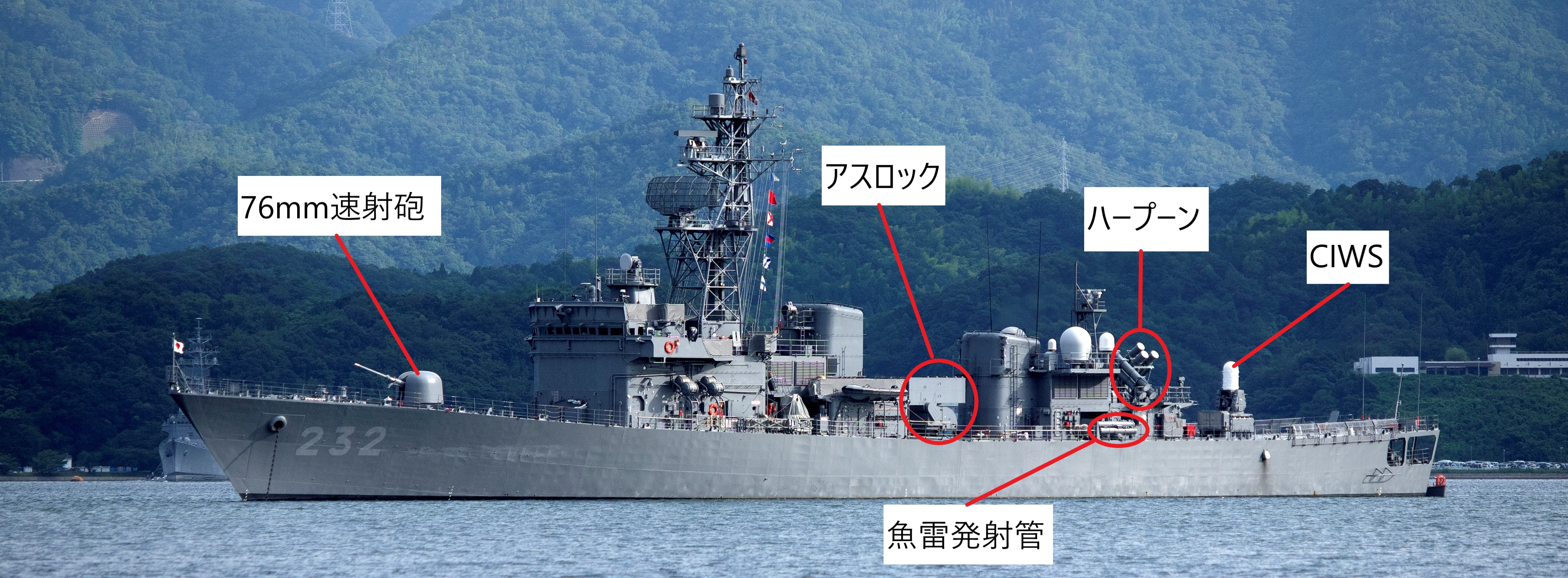
兵装配置　（低視認性塗装とされた「せんだい」）
前甲板に76mm速射砲、中部甲板にアスロックランチャと魚雷発射管、後甲板にハープーンSSMとCIWS

#### 対空・対水上戦
「いしかり」で導入された62口径76mm単装速射砲に加えて、後甲板に高性能20mm機関砲（CIWS）1基を搭載した。本土防空圏内での活動を前提としていることから艦対空ミサイルは搭載されておらず、76mm単装速射砲と艦橋の間にRAM近接防空ミサイルを後日装備するためのスペースが用意されているものの、具体的な装備計画には至っていない。
対艦兵器としては、「いしかり」及びゆうばり型と同様にハープーン艦対艦ミサイル（SSM）が搭載された。それら従来のDEでは、艦尾両舷から斜め前方にむけて発射する方式であったのに対し、本型では後部煙突後方へ互い違いに装備し、両舷にむけて発射する方式とされている。
また、自衛隊における区分としては兵装ではなく搭載小火器扱いにはなるが、12.7mm重機関銃等を装備可能な機関銃座が艦橋構造物の両舷に装備され、必要に応じ艦内の格納庫から持ち出され、設置・運用される。

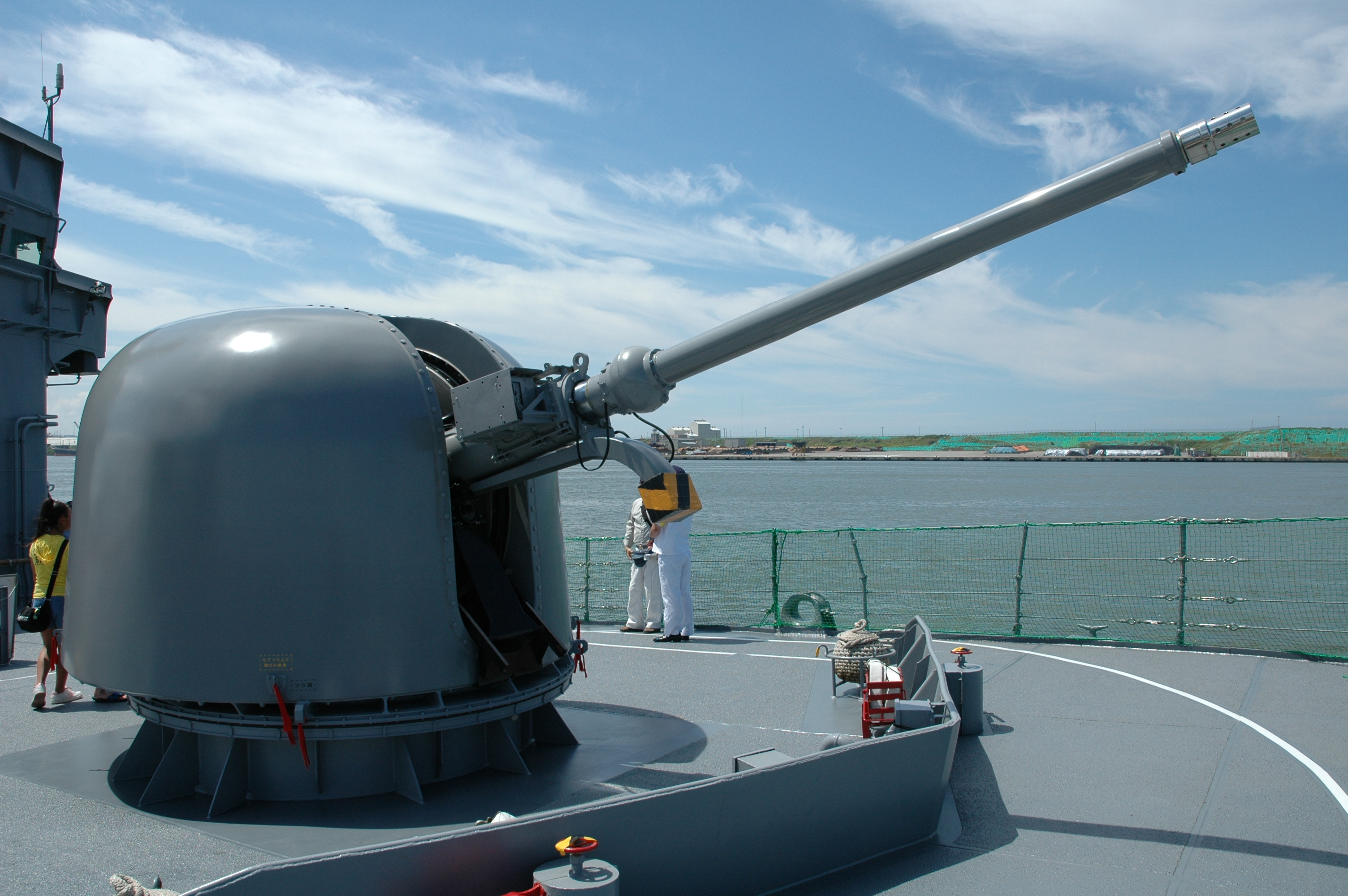
62口径76mm単装速射砲
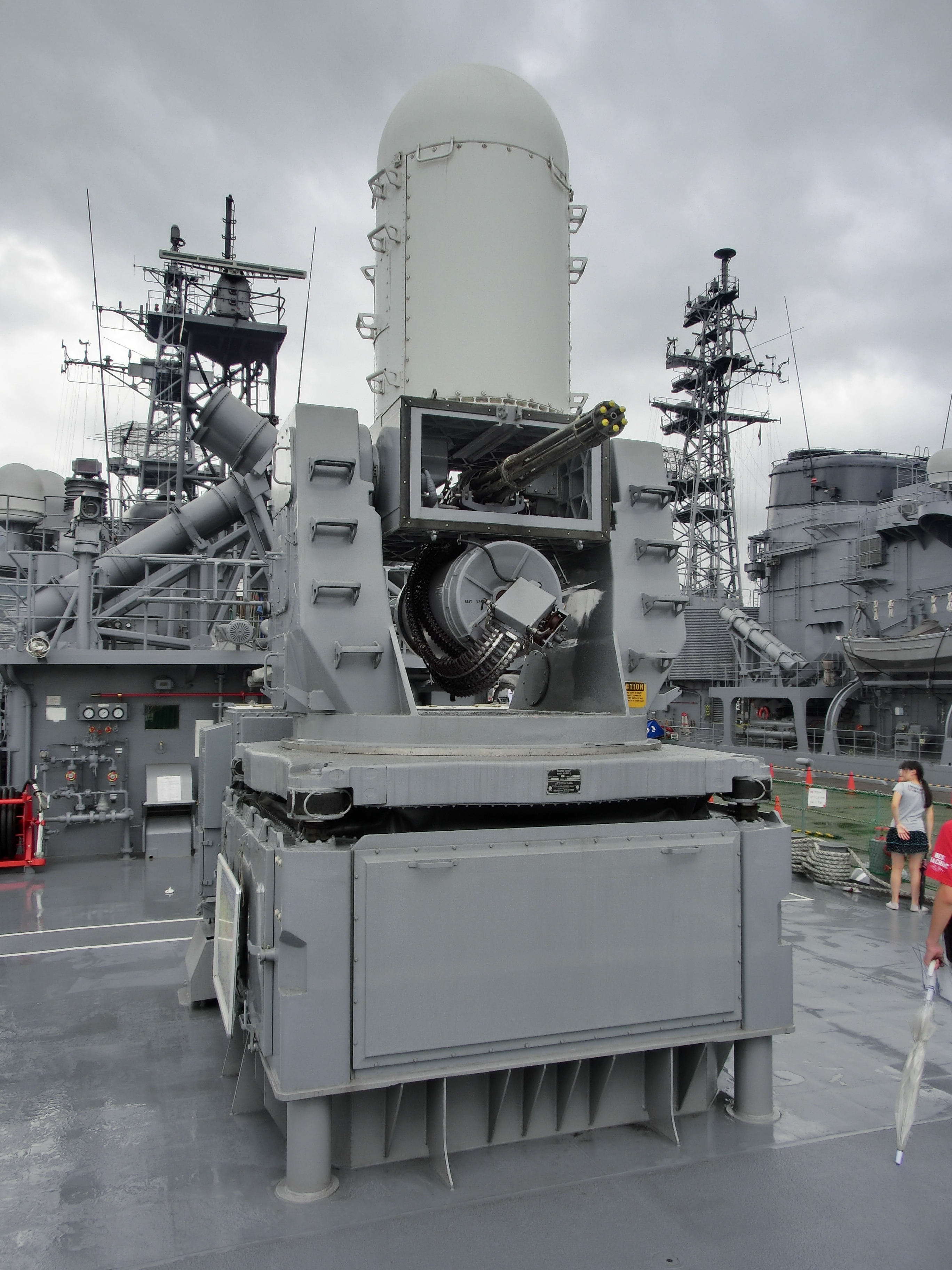
高性能20mm機関砲
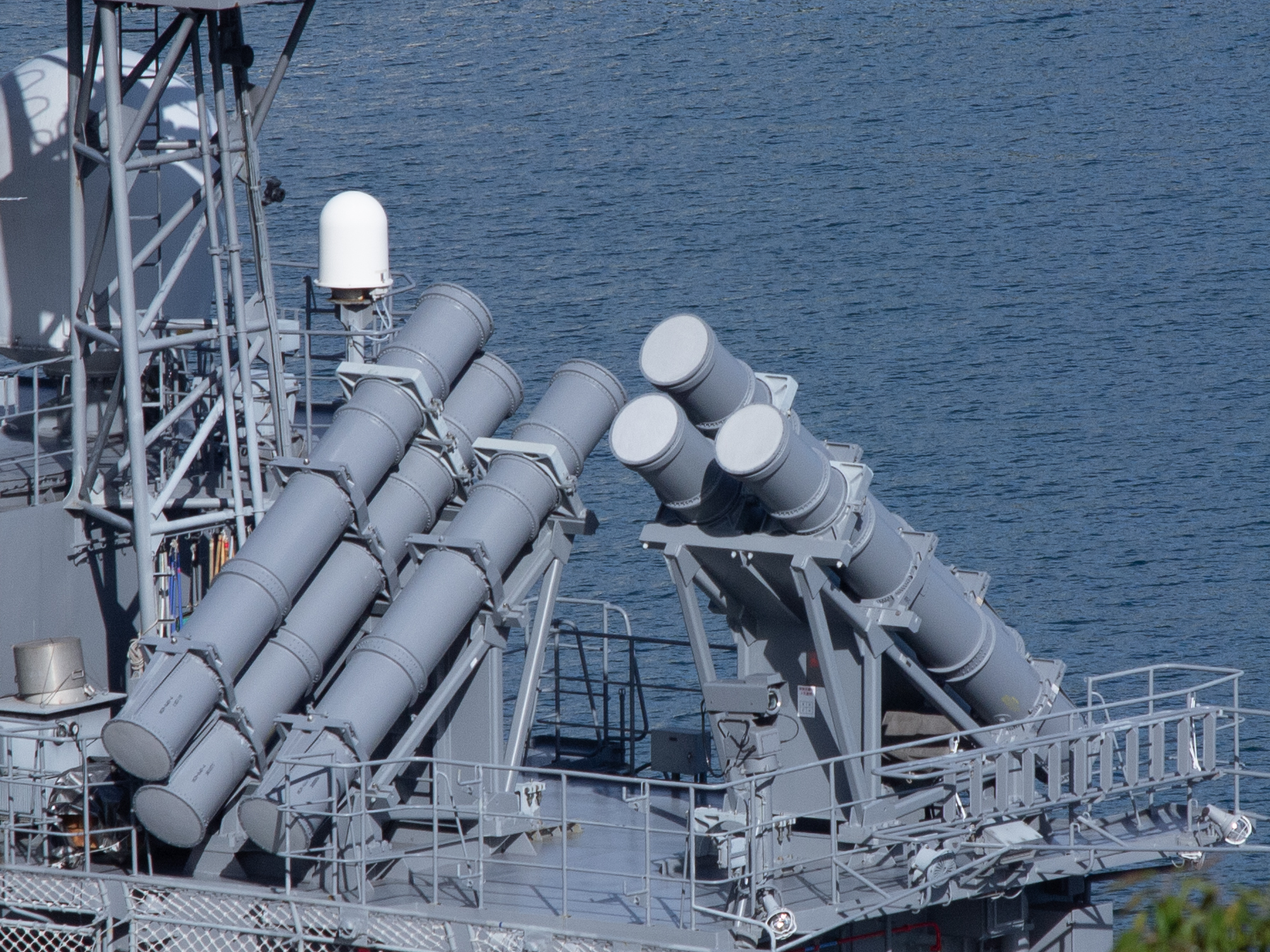
ハープーンSSM
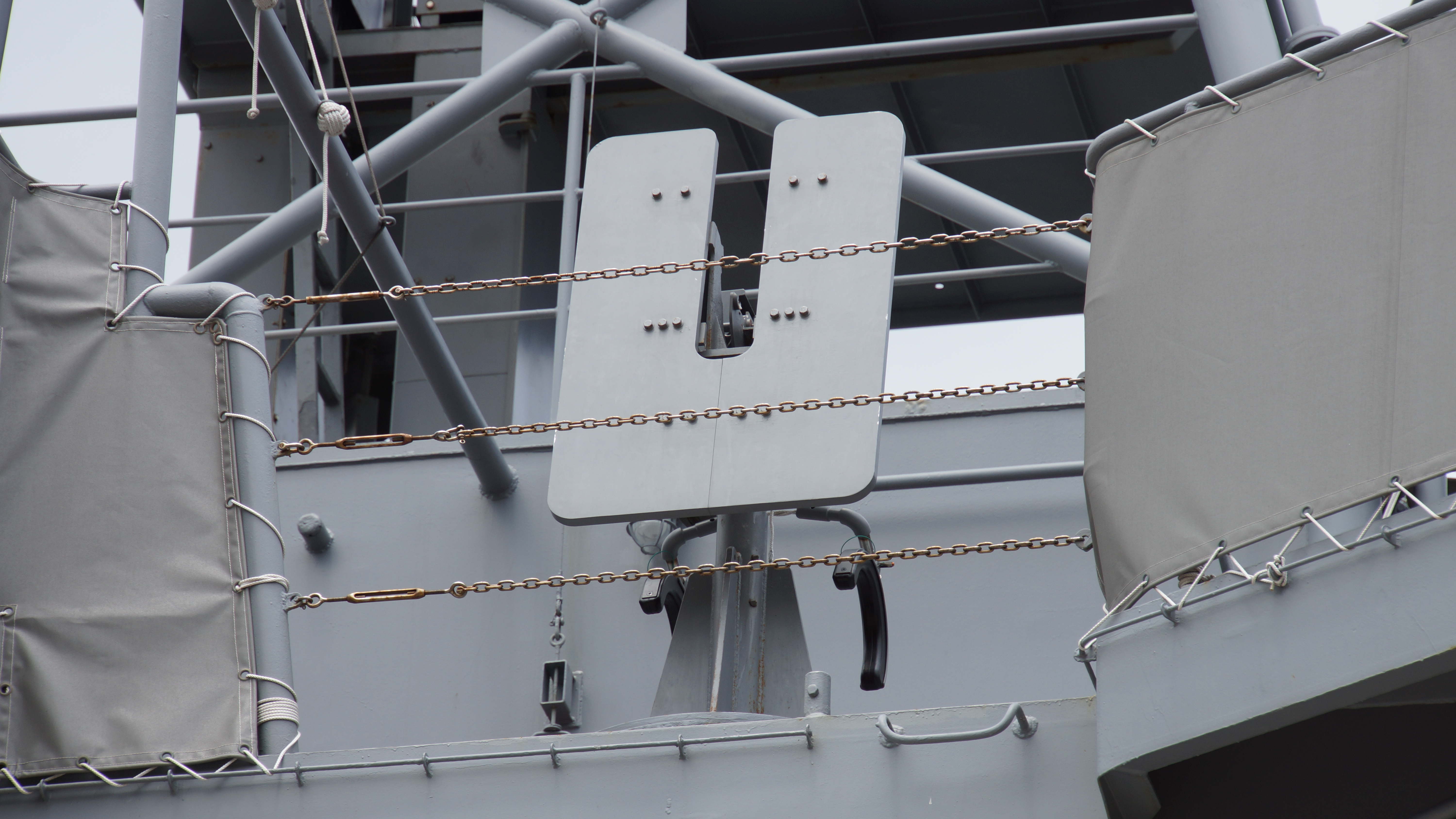
機関銃座

#### 対潜戦
「いしかり」及びゆうばり型（54DE）では浅海域（海峡）における作戦を想定したため375mm4連装対潜ロケット砲（71式ボフォースロケットランチャ）を搭載していたのに対し、本型は日本海において遠距離かつ外洋深度の目標に対する攻撃を考慮し、ちくご型（42DE）と同じくアスロック対潜ミサイルの8連装発射機（74式アスロックランチャ）を搭載した。ちくご型と同様、アスロックの予備弾は搭載されていないので、搭載弾は、8連装発射機に装填された即応弾8発のみとなる。発射機は前後煙突間の中部甲板に設置されているが、これはやまぐも型（37DDK）以降、2000トン級以下の護衛艦にアスロックを搭載する場合の標準的な要領であった。やまぐも型で採用された際、艦首尾方向で相当の射界の制約があることが指摘されていたが、当時、攻撃の際には複数艦で敵潜を包囲し、各艦がソナー探知を維持しつつ円運動しながら攻撃するという「サーキュラー・アタック」と呼ばれる手法が採用されていたことから、用兵者の強い不満には至らなかった。
近距離の目標用としては、中部両舷に324mm3連装短魚雷発射管（水上発射管HOS-301(D)）を装備する。

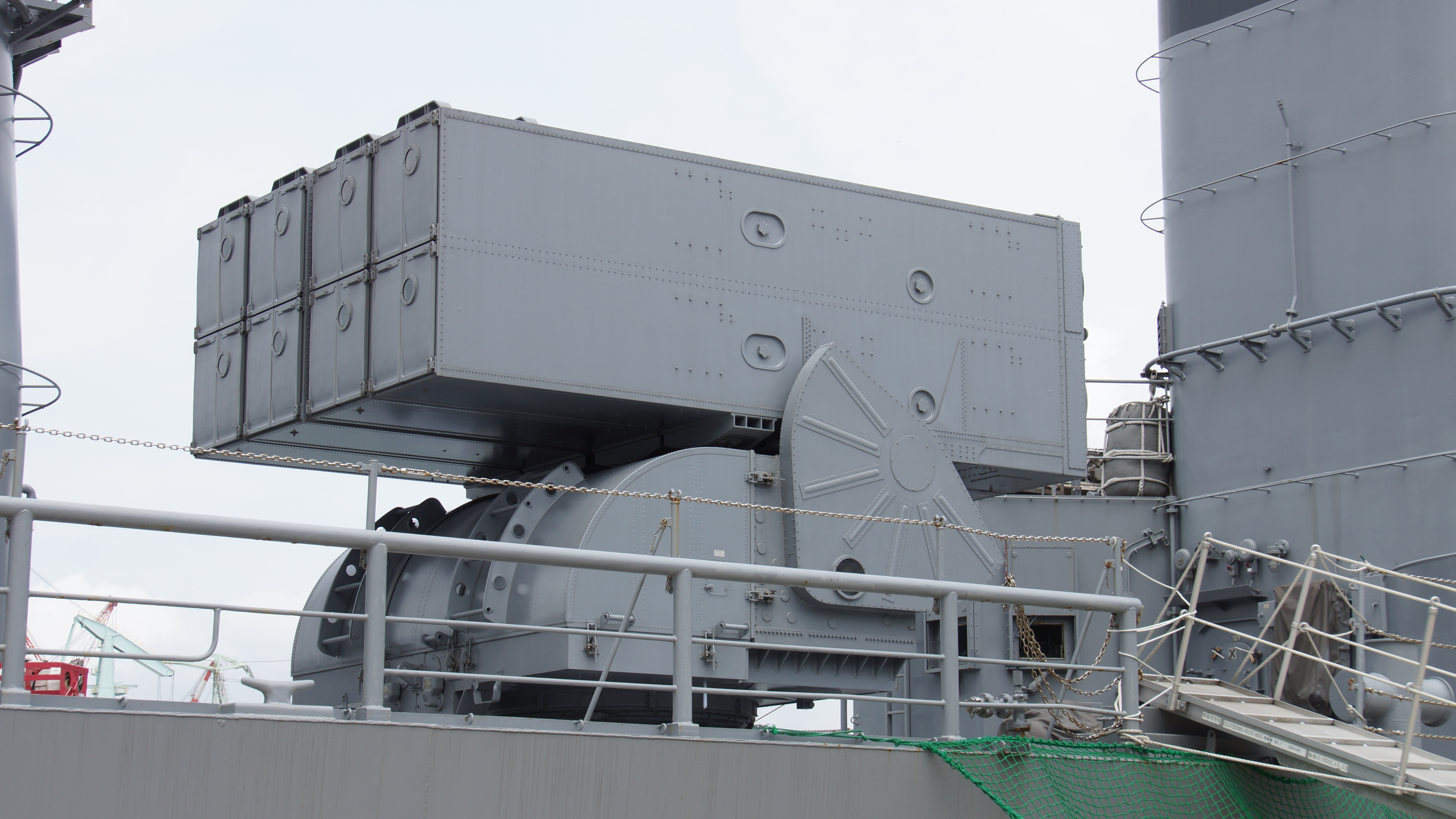
74式アスロックランチャ
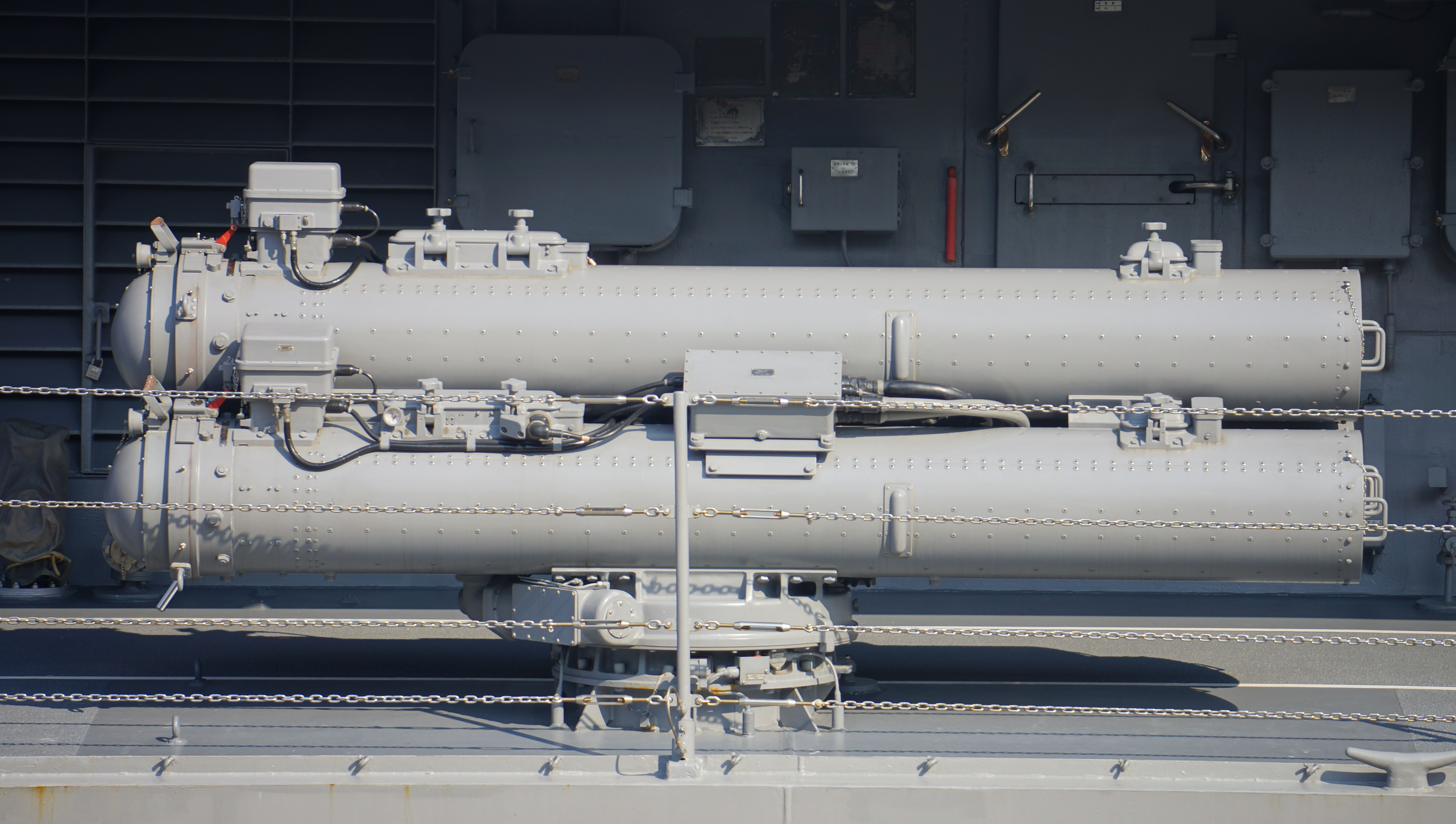
324mm3連装短魚雷発射管
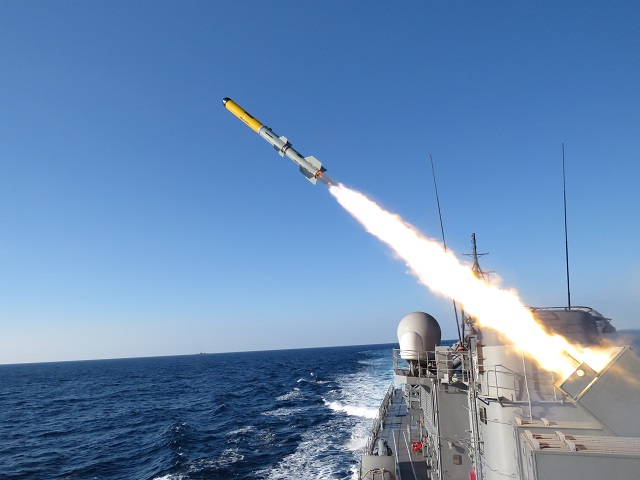
アスロック発射（訓練）

## 同型艦

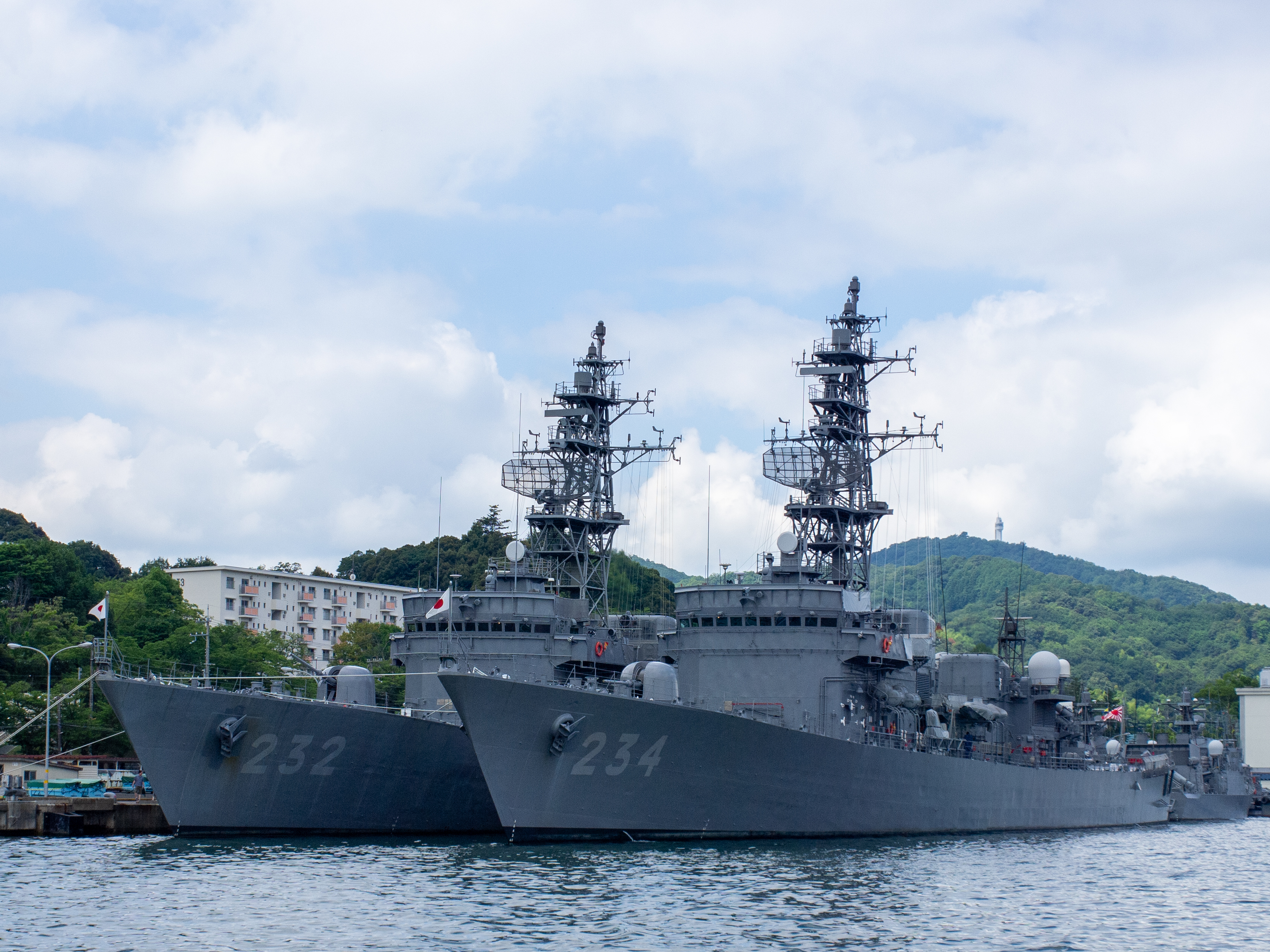
舞鶴基地停泊中の「せんだい」、「とね」

### 一覧表
| 艦番号 | 艦名     | 建造                        | 起工                        | 進水                         | 竣工                         | 所属                              |
| ------ | -------- | --------------------------- | --------------------------- | ---------------------------- | ---------------------------- | --------------------------------- |
| DE-229 | あぶくま | 三井造船 玉野事業所         | 1988年 （昭和63年） 3月17日 | 1988年 （昭和63年） 12月21日 | 1989年 （平成元年） 12月12日 | 護衛艦隊第12護衛隊 （呉基地）     |
| DE-230 | じんつう | 日立造船 舞鶴工場           | 1988年 （昭和63年） 4月14日 | 1989年 （平成元年） 1月31日  | 1990年 （平成2年） 2月28日   | 護衛艦隊第13護衛隊 （佐世保基地） |
| DE-231 | おおよど | 三井造船 玉野事業所         | 1989年 （平成元年） 3月8日  | 1989年 （平成元年） 12月19日 | 1991年 （平成3年） 1月23日   | 護衛艦隊第15護衛隊 （大湊基地）   |
| DE-232 | せんだい | 住友重工 追浜造船所浦賀工場 | 1989年 （平成元年） 4月14日 | 1990年 （平成2年） 1月26日   | 1991年 （平成3年） 3月15日   | 護衛艦隊第14護衛隊 （舞鶴基地）   |
| DE-233 | ちくま   | 日立造船 舞鶴工場           | 1991年 （平成3年） 2月14日  | 1992年 （平成4年） 1月22日   | 1993年 （平成5年） 2月24日   | 護衛艦隊第15護衛隊 （大湊基地）   |
| DE-234 | とね     | 住友重工 追浜造船所浦賀工場 | 1991年 （平成3年） 2月8日   | 1991年 （平成3年） 12月6日   | 1993年 （平成5年） 2月8日    | 護衛艦隊第12護衛隊 （呉基地）     |

### 運用史
本型は昭和61・62・平成元年度に2隻ずつ、計6隻が建造された。しかしこの時点で海幕は、DEの建造を打ち切るかわりにDDの建造を継続し、これによって護衛隊群から押し出されるはつゆき型（52DD）を地方隊に配備することで、旧型DEの更新に充当する方針とした。これは、護衛隊群は新鋭DD、地方隊はDEと旧型DDという構図を崩すことになることから、内局や政府部内からの反発も強かった。しかし護衛隊群の護衛艦の更新を継続し、質的な水準の確保をはかるためには必要な施策であることから、最終的には承認された。
これによって本型の建造はそれ以上行われず、以降、DEの新造はしばらく中断した。
地方隊が2008年3月26日、自衛艦隊の大改編により所謂2桁護衛隊に改編され、護衛艦隊隷下に編成替えとなって以降も、同護衛隊の艦艇構成は変わることはなかった。
しかし、26中期防において、多様な任務への対応能力の向上と船体のコンパクト化を両立させ、先述の2桁護衛隊所属の本型及び旧型DD全て、並びに掃海艇の一部を肩代わりする構想のもがみ型（FFM）の建造が行われており、同型が実質的な後継となる予定である。
平成24年度から27年度予算までに、2桁護衛隊所属艦のべ12隻分の艦齢延伸のための先行的部品調達予算と4隻分の改修予算が計上された。艦齢延伸措置を行い、運用期間をこれまでより5～10年程度延伸する計画を予定している。
2020年から順次にロービジ（「ロービジビリティ」Low-visibilityの略）塗装（低視認性塗装）へ塗装変更が進んでいる。その内容としては、煙突頂部の汚れを目立たなくするための黒帯の廃止、艦番号及び艦名の灰色化かつ無影化、艦橋上の対空表示（航空機に対し艦番号下2桁を表示するための塗装）の消去である。
2022年12月16日に制定された防衛力整備計画で、2027年度までに全艦を除籍することが発表された。
2025年7月6日、本型6隻をフィリピンへ輸出することで日比両政府が一致した認識を持っていることが報じられた。中谷元防衛相とギルベルト・テオドロ比国防相が、2025年6月上旬にシンガポールで行われたIISS アジア安全保障サミット（シャングリラ会合、もしくはシャングリラ・ダイアローグとも）で会談した際に中古護衛艦の輸出について確認したとされる。これが実現した場合、共同開発によりフィリピンに合わせた仕様に装備変更や追加を行った後、輸出される見通し。2025年夏には日比関係者による合同目視検査（JVI）が行われる予定で、比側は「少なくとも5隻を検査したい」旨を述べている。フィリピン海軍のアンブロシオ・エスペレタ副司令官は、「日本からの公式決定があれば、最短で2027年までに受領することができるだろう」と述べ、同海軍は別の声明で、日本外務省から正式の招へいを受け合同目視検査の準備が行われていることを明かしたうえで、「対潜水艦および対艦戦用に設計されたあぶくま型護衛艦は、信頼性と多用途性で知られており、フィリピンの海洋領域を守るフィリピン海軍の作戦要件に合致している」とした。
防衛装備移転三原則運用指針によれば、輸出できる装備品を救難、輸送、警戒、監視、掃海の5類型に限定しており、攻撃能力の高い護衛艦をそのまま輸出することはできないが、運用指針に規定されている基本事項である、移転を禁止する場合の明確化、移転を認め得る場合の限定並びに厳格審査及び情報公開、目的外使用及び第三国移転に係る適正管理の確保の要件を満たしたうえで共同開発を行えば輸出は可能となる。

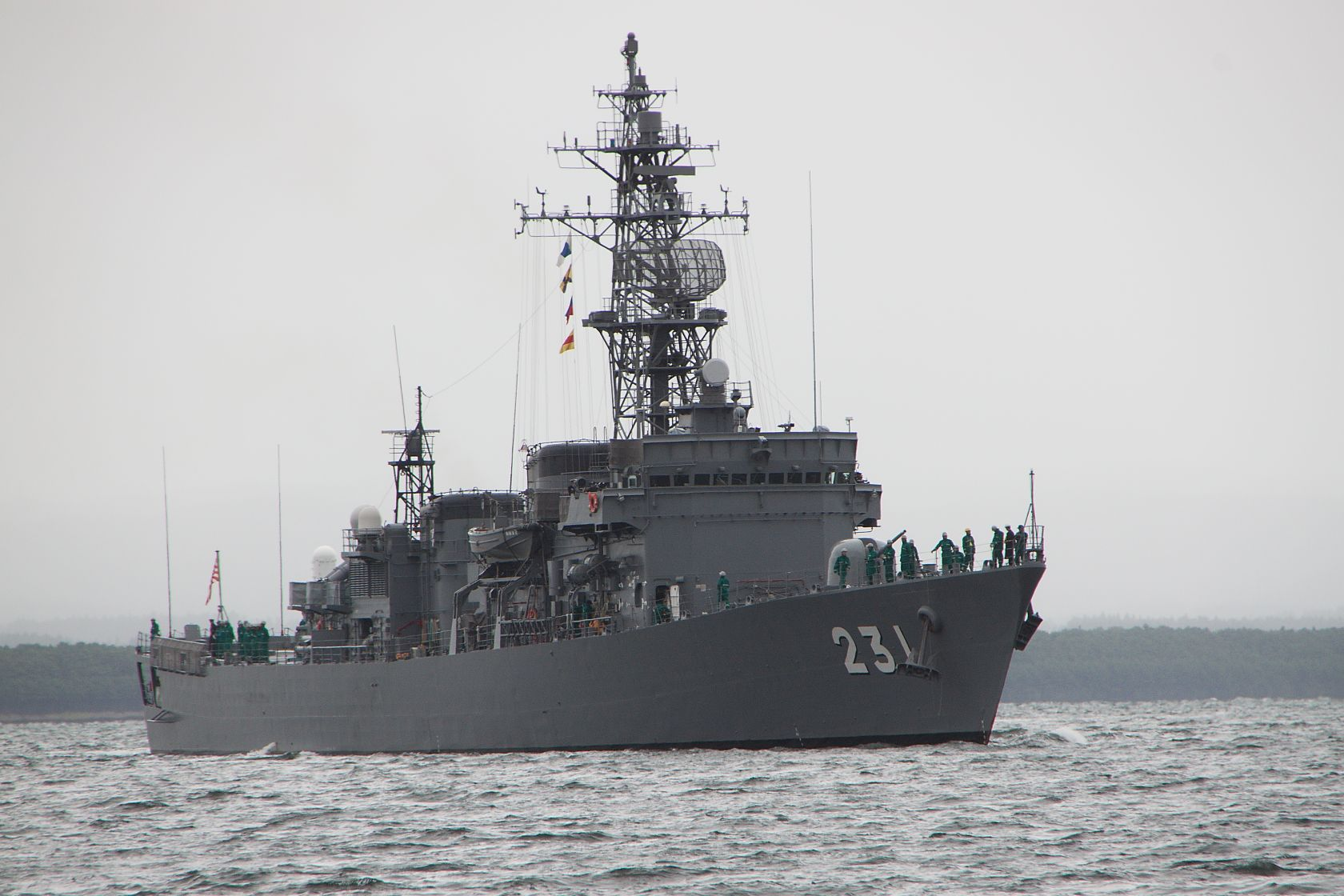
従来塗装の「おおよど」
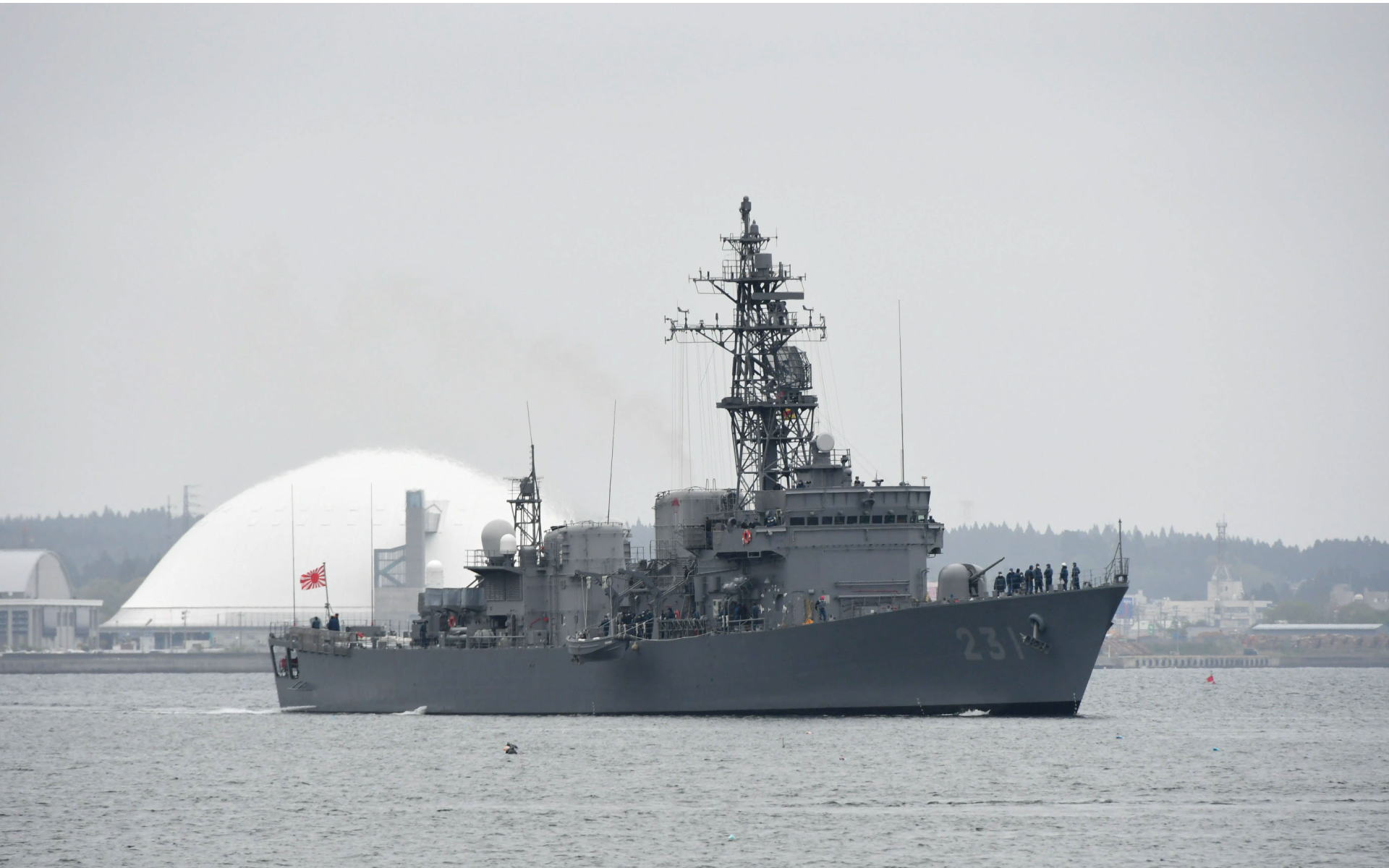
低視認性塗装とされた「おおよど」

## 登場作品

### 漫画
『亡国のイージス』
「おおよど」が登場。沿岸部を航行していた際、海岸にいたDAISに入る前の如月行から大声で呼びかけられ、それに対して汽笛で返答する。

### 小説
『超時空世界大戦』（文庫名：『超時空世界大戦 第三帝国撃滅!』）
「ちくま」と「とね」が登場。ナチス・ドイツが世界制覇目前という異なる歴史を歩む第二次世界大戦時にタイムスリップした日本へ資源を運ぶ輸送船団をUボートから護衛する。
『天空の富嶽』
全艦が登場。「あぶくま」「じんつう」「おおよど」が「いしかり」「ゆうばり」「ゆうべつ 」と臨時に第五艦隊を編成し五島列島沖で韓国海軍艦隊と、「せんだい」「ちくま」「とね」が第2護衛隊群に編入されて東シナ海で中国海軍艦隊と衝突する。